# Relaciones Fiyi-Venezuela
Las relaciones Fiyi-Venezuela se refieren a las relaciones internacionales que existen entre Fiyi y Venezuela. Ambos países establecieron relaciones diplomáticas en 1983.

## Historia
Fiyi y Venezuela establecieron relaciones diplomáticas en 1983.
El 9 de diciembre de 2019, durante el XII Foro Democrático de Bali, el viceministro para Asia, Medio Oriente y Oceanía de la cancillería venezolana, Rubén Darío Molina, sostuvo una reunión con el ministro de relaciones exteriores de Fiyi, Inia Seruiratu.
Para 2021, Fiyi era uno de los 9 países en el Pacífico con los que mantenía relaciones diplomáticas.

## Misiones diplomáticas
- Venezuela cuenta con una embajada concurrente en Canberra, Australia.[4]